# Tigran Avanesyan
Tigran Avanesyan (Taskent, 13 de abril de 2002) es un futbolista uzbeko, nacionalizado armenio, que juega en la demarcación de centrocampista para el PFC Arsenal Tula de la Liga Nacional de Fútbol de Rusia.

## Selección nacional
Tras jugar con las categorías inferiores de la selección, finalmente el 26 de marzo de 2024 hizo su debut con la selección de Armenia en un partido amistoso contra República Checa que finalizó con un resultado de 2-1 a favor del combinado checo tras los goles de Edgar Sevikyan para Armenia, y de Ladislav Krejčí y Tomáš Chorý para el combinado checo.

## Clubes
| Club                              | País  | Año       | Partidos | Goles |
| --------------------------------- | ----- | --------- | -------- | ----- |
| FC Tambov (cedido)                | Rusia | 2021      | 4        | 0     |
| FC Tekstilshchik Ivanovo (cedido) | Rusia | 2021-2022 | 22       | 1     |
| FC Baltika-BFU Kaliningrad        | Rusia | 2022-2024 | 18       | 0     |
| FC Baltika Kaliningrad            | Rusia | 2022-2025 | 41       | 2     |
| PFC Arsenal Tula                  | Rusia | 2025-     | 11       | 0     |